# Philmon Ghirmai
Philmon Ghirmai (* 1984 in Tübingen) ist ein deutscher Politiker (Bündnis 90/Die Grünen). Er ist seit 2021 Landesvorsitzender von Bündnis 90/Die Grünen Berlin.

## Leben

### Ausbildung und Berufstätigkeit
Philmon Ghirmai studierte von 2004 bis 2010 Mittlere und Neuere Geschichte, Politikwissenschaft und Öffentliches Recht an der Universität Heidelberg und erreichte einen Magister-Abschluss mit einer Arbeit über den Italienisch-Abessinischen Krieg. Danach promovierte er von 2011 bis 2017 an der Universität Heidelberg und war währenddessen von 2012 bis 2015 Promotionsstipendiat der Heinrich-Böll-Stiftung. Er wurde 2017 mit einer Arbeit mit dem Thema Globale Neuordnung durch antikoloniale Konferenzen. Ghana und Ägypten als Zentren der afrikanischen Dekolonisation bei Madeleine Herren zum Dr. phil. promoviert.
Er war von 2016 bis 2021 wissenschaftlicher Mitarbeiter von Daniel Wesener, Mitglied im Abgeordnetenhaus von Berlin. Gleichzeitig war er von 2017 bis 2021 wissenschaftlicher Mitarbeiter von Sebastian Walter, ebenfalls Mitglied im Abgeordnetenhaus von Berlin.

### Politik
Ghirmai wurde 2015 Mitglied bei Bündnis 90/Die Grünen. Dort war er von 2017 bis 2021 Mitglied des Vorstandes des Kreisverbands Neukölln und von 2018 bis 2021 Sprecher des Kreisverbands. Zudem war er von 2015 bis 2017 Mitglied der parteiinternen Arbeitsgruppe Diversität zur Ausarbeitung des Antrags „Plural nach vorne“ und von 2019 bis 2020 Mitglied der Arbeitsgruppe Vielfalt zur Ausarbeitung des „Vielfaltstatuts“. Beide Ausarbeitungen fanden innerhalb der Partei Zustimmung.
Er war von 2008 bis 2018 Gründungsmitglied und Vorstand von schwarzweiss, einem Verein, der sich unter anderem mit kolonialen, migrationsspezifischen oder auch alltagsbezogenen Aspekten der Selbst- und Fremdwahrnehmung beschäftigt.
Am 13. Dezember 2021 wurde Ghirmai, der den Parteilinken zugerechnet wird, neben Susanne Mertens zum Landesvorsitzenden von Bündnis 90/Die Grünen Berlin gewählt.

## Veröffentlichungen
- Globale Neuordnung durch antikoloniale Konferenzen – Ghana und Ägypten als Zentren der afrikanischen Dekolonisation. Dissertation, transcript Verlag, Bielefeld 2017, ISBN 978-3-8394-4416-0.